# Шевченко, Николай Петрович (судья)
Николай Петрович Шевченко (9 сентября 1923, Лачиновка — 7 мая 2015, Саратов) — советский юрист и государственный деятель, председатель Саратовского областного суда (1968—1987). Участник Великой Отечественной войны.

## Биография
Николай Петрович Шевченко родился 9 сентября 1923 года в селе Лачиновка Колышлейского района Пензенской области.
- 1941 год — закончил среднюю школу.
- 1942 год — 1947 год — участие в Великой Отечественной войне. Был направлен в Куйбышев, где обучался на радиотелеграфиста. Участвовал в Сталинградской битве в составе 58-й мотострелковой ударной бригады прорыва. В 1943 году был тяжело ранен в плечо в бою под Ворошиловградом. После долгого излечения был направлен в морскую пехоту, где участвовал в строительстве военно-морской базы вблизи Хельсинки. Был демобилизован 24 марта 1947 года в звании сержанта.
- 1951 год — окончил Саратовский юридический институт имени Д. И. Курского.
- 1951 год — 1954 год — ревизор отдела судов, затем заместитель начальника Управления Министерства юстиции по Саратовской области.
- 1954 год — 1968 год — заместитель, затем первый заместитель председателя Саратовского областного суда.
- 1968 год — 1987 год — председатель Саратовского областного суда.
- 1987 год — вышел в отставку в связи с выходом на пенсию.

Умер 7 мая 2015 года в городе Саратове.

## Награды
- Орден Отечественной войны I степени (6.4.1985)[3]
- Орден «Знак Почёта» (1981)
- Медаль «За отвагу» (31.1.1946)
- Медаль «За победу над Германией в Великой Отечественной войне 1941—1945 гг.» (9.8.1945)
- Заслуженный юрист РСФСР (1978)
- Медаль «За заслуги перед судебной системой» I степени (2013)